# Odontophorus hyperythrus
Az Odontophorus hyperythrus a madarak osztályának tyúkalakúak (Galliformes) rendjébe és a fogasfürjfélék (Odontophoridae) családjába tartozó faj.

## Rendszerezése
A fajt John Gould angol ornitológus írta le 1858-ban.

## Előfordulása
Az Andokban, Kolumbia területén honos. A természetes élőhelye szubtrópusi és trópusi hegyi esőerdők.

## Megjelenése
Testhossza 25–29 centiméter, testtömege a hím 325–380 gramm, a tojó 325–330 gramm.

## Életmódja
Magvakkal és bogyókkal táplálkozik, esetleg rovarokat is fogyaszt.

## Külső hivatkozások
- Képek az interneten a fajról
- Internet Bird Collection - videók a fajról
- Xeno-canto.org - a faj hangja